# Ashprihanal Pekka Aalto
Vous pouvez aider à l'améliorer ou bien discuter des problèmes sur sa page de discussion.
- Il ne cite pas suffisamment ses sources. Vous pouvez indiquer les passages à sourcer avec {{référence nécessaire}} ou {{Référence souhaitée}}, et inclure les références utiles en les liant aux notes de bas de page. (Marqué depuis mars 2024)
- Certaines informations devraient être mieux reliées aux sources mentionnées dans la bibliographie ou les liens externes. Améliorez sa vérifiabilité en les associant par des références. (Marqué depuis mars 2024)

- Archive Wikiwix
- Bing
- Cairn
- DuckDuckGo
- E. Universalis
- Gallica
- Google
- G. Books
- G. News
- G. Scholar
- Persée
- Qwant
- (zh) Baidu
- (ru) Yandex
- (wd) trouver des œuvres sur Wikidata

Ashprihanal Pekka Aalto, né le 27 août 1970, est un coureur finlandais d'ultra-marathon qui a commencé à courir comme hobby à l'âge de 25 ans. Il travaille actuellement comme coursier. Aalto est membre de l'équipe de marathon Sri Chinmoy. En 2006, Tarja Halonen, présidente de la Finlande, l'a reconnu comme "Ambassadeur international du sport".

## Carrière sportive
En 1999, il a commencé à participer à des courses de plusieurs jours. Il a été classé deuxième de tous les temps à la course de 3100 miles en 2006. Le 29 octobre 2006, Aalto a terminé en première place la course d'endurance de 24 heures de San Francisco, parcourant un peu plus de 125 miles (201 km) en 24 heures. Aalto est triple champion de la course de six jours de Self-Transcendence à New York. Pendant trois années consécutives, il a participé aux trois événements annuels de Self-Transcendence à New York (six jours, 3100 miles (5000 km), 700 miles).
Il a remporté neuf fois la course à pied certifiée la plus longue au monde, la Self-Transcendence 3100 Mile Race, en terminant la course de 2015 en un temps record de 40 jours 09:06:21, avec une moyenne quotidienne de 76,776 miles (123,559 km).

## Les courses
| Année | Course                               | Distance (Miles) | Temps       | Rang |
| ----- | ------------------------------------ | ---------------- | ----------- | ---- |
| 1999  | Sri Chinmoy Ultra Trio 700-Mile Race | 700              | 09:09:10:40 | 1.   |
| 2000  | Sri Chinmoy Ultra Trio 700-Mile Race | 700              | 09:09:44:59 | 1.   |
| 2000  | Self-Transcendence 10 Day Race       | 669              | 10:00:00:00 | 2.   |
| 2000  | Self-Transcendence 3100-Mile Race    | 3100             | 47:13:29:55 | 1.   |
| 2001  | Self-Transcendence 10 Day Race       | 349              | 10:00:00:00 | —    |
| 2001  | Sri Chinmoy Ultra Trio 700-Mile Race | 700              | 09:20:32:29 | 1.   |
| 2001  | Self-Transcendence 3100-Mile Race    | 3100             | 48:10:56:12 | 1.   |
| 2002  | Self-Transcendence 6 Day Race        | 422              | 06:00:00:00 | 1.   |
| 2002  | Self-Transcendence 3100-Mile Race    | 3100             | 46:13:27:51 | 2.   |
| 2003  | Self-Transcendence 6 Day Race        | 457              | 06:00:00:00 | 1.   |
| 2004  | Self-Transcendence 6 Day Race        | 433              | 06:00:00:00 | 1.   |
| 2004  | Self-Transcendence 3100-Mile Race    | 3100             | 46:06:55:11 | 1.   |
| 2005  | Self-Transcendence 3100-Mile Race    | 3100             | 49:10:28:49 | 2.   |
| 2006  | Self-Transcendence 3100-Mile Race    | 3100             | 43:15:49:33 | 2.   |
| 2007  | Self-Transcendence 3100-Mile Race    | 3100             | 43:04:26:32 | 1.   |
| 2008  | Self-Transcendence 3100-Mile Race    | 3100             | 44:02:42:15 | 1.   |
| 2009  | Self-Transcendence 3100-Mile Race    | 3100             | 43:16:28:06 | 1.   |
| 2010  | Self-Transcendence 3100-Mile Race    | 3100             | 46:07:37:24 | 1.   |
| 2011  | Self-Transcendence 6 Day Race        | 467              | 06:00:00:00 | 2.   |
| 2011  | Self-Transcendence 3100-Mile Race    | 3100             | 46:07:37:24 | 3.   |
| 2012  | Self-Transcendence 6 Day Race        | 470              | 06:00:00:00 | 2.   |
| 2013  | Self-Transcendence 3100-Mile Race    | 3100             | 48:16:14:33 | 3.   |
| 2014  | Self-Transcendence 10 Day Race       | 833              | 10:00:00:00 | 1.   |
| 2015  | Self-Transcendence 3100-Mile Race    | 3100             | 40:09:06:21 | 1.   |
| 2016  | Self-Transcendence 3100-Mile Race    | 3100             | 46:02:54:22 | 2.   |
| 2019  | Self-Transcendence 3100-Mile Race    | 3100             | 47:01:39:34 | 1.   |